# Дрискилл (гора)
Дрискилл, Дрискилл-Маунтин (англ. Driskill Mountain) — холм, высшая точка Луизианы.
Высота над уровнем моря — 163 м. Это одна из самых низких высочайших точек штатов США (по штатам). Дрискилл представляет собой результат эрозии нелитифицированных наносов палеогенового периода. Холм находится на территории прихода Бьенвилл в 8 км к юго-востоку от деревни Брайсленд.
Название возвышенность получила в честь уроженца Джорджии Джеймса-Кристофера Дрискилла, купившего в 1859 году землю в Луизиане, в том числе и сам холм.